# Ronitt Rubinfeld
Ronitt Rubinfeld é uma professora de engenharia elétrica e ciência da computação do Instituto de Tecnologia de Massachusetts (MIT) e professora de ciência da computação da Universidade de Tel Aviv, Israel.

## Formação
Rubinfeld obteve a graduação na Universidade de Michigan, com um bacharelado em engenharia elétrica e computacional. Obteve um PhD em 1990 na Universidade da Califórnia em Berkeley, orientada por Manuel Blum.

## Prêmios e honrarias
Foi palestrante convidada do Congresso Internacional de Matemáticos em Madrid (2006: Sublinear time algorithms). Foi eleita fellow da Association for Computing Machinery em 2014.